# Bolanthus mevlanae
Bolanthus mevlanae là loài thực vật có hoa thuộc họ Cẩm chướng. Loài này được Aytaç mô tả khoa học đầu tiên năm 2004.